# 귀멸의 칼날: 남매의 연
《귀멸의 칼날: 남매의 연》(일본어: 鬼滅の刃　兄妹の絆, 영어: Demon Slayer: Kimetsu no Yaiba SIBLING’S BOND)은 2019년에 개봉한 일본의 액션, 판타지, 애니메이션 영화이다. 일본에서는 2019년 3월 22일에, 대한민국은 2021년 11월 10일에 개봉되었다.

## 줄거리
가난하지만 평화롭던 집에서 숯을 팔며 지내던 탄지로가 어느 날 숯을 팔고 집으로 돌아가려던 길에 사부로 아저씨가 밤에는 혈귀가 나온다며 자신의 집에서 자고 가라고 이야기한다. 다음 날 집으로 돌아가던 탄지로는 피 냄새를 맡고 서둘러 집으로 돌아가지만 네즈코만이 혈귀가 되고 나머지 가족들은 모두 죽어 있었다. 이후 탄지로는 온기가 남아 있는 네즈코를 의사에게 데려가려 하지만 토미오카 기유라는 남자가 네즈코를 죽이려 한다. 기유는 네즈코가 탄지로를 감싸는 모습을 보고 이들은 무언가 다르다고 느껴 탄지로에게 우로코다키 사콘지라는 남자를 찾아가라고 하고 사라진다.

## 등장인물

### 주연
- 하나에 나츠키 - 카마도 탄지로 목소리 역
- 키토 아카리 - 카마도 네즈코 목소리 역

### 조연
- 시모노 히로 - 아가츠마 젠이츠 목소리 역
- 마츠오카 요시츠구 - 하시바라 이노스케 목소리 역
- 사쿠라이 타카히로 - 토미오카 기유 목소리 역
- 오오츠카 호츄 - 우로코다키 사콘지 목소리 역
- 카지 유우키 - 사비토 목소리 역
- 카쿠마 아이 - 마코모 목소리 역
- 이자와 시오리 - 우부야시키 카나타 목소리 역
- 유우키 아오이 - 우부야시키 키리야 목소리 역
- 야마자키 타쿠미 - 꺽쇠 까마귀 목소리 역
- 나미카와 다이스케 - 하가네즈카 호타루 목소리 역
- 사카모토 마아야 - 타마요 목소리 역
- 야마시타 다이키 - 유시로 목소리 역
- 우에다 레이나 - 츠유리 카나오 목소리 역
- 오카모토 노부히코 - 시나즈가와 겐야 목소리 역
- 모리카와 토시유키 - 우부야시키 카가야 목소리 역
- 미도리카와 히카루 - 불당의 혈귀 목소리 역
- 코야스 타케히로 - 손 혈귀 목소리 역
- 키무라 료헤이 - 늪 혈귀 목소리 역
- 후쿠야마 준 - 야하바 목소리 역
- 코마츠 미카코 - 스사마루 목소리 역
- 스와베 준이치 - 코우가이 목소리 역

## 같이 보기
- 귀멸의 칼날
- 귀멸의 칼날 (애니메이션)
- 극장판 귀멸의 칼날: 무한열차편
- 귀멸의 칼날: 나타구모산 편
- 귀멸의 칼날: 주합회의·나비저택 편
- 귀멸의 칼날: 무한열차편
- 귀멸의 칼날: 환락의 거리편
- 귀멸의 칼날: 상현집결, 그리고 도공 마을로
- 귀멸의 칼날: 도공 마을편
- 귀멸의 칼날: 합동 강화 훈련편
- 귀멸의 칼날: 장구저택 편
- 귀멸의 칼날: 아사쿠사 편
- 고토게 코요하루